# Alexander Gustafsson
Pour les articles homonymes, voir Gustafsson.
Alexander L. Gustafsson, né le 15 janvier 1987 à Arboga en Suède, est un pratiquant professionnel suédois d'arts martiaux mixtes. Il combat actuellement à l'Ultimate Fighting Championship dans la division des poids mi-lourds. Il est également ceinture violette de jiu-jitsu brésilien. En février 2013, Gustafsson est classé deuxième meilleur poids mi-lourds à l'UFC et quatrième dans le monde selon Sherdog.

## Parcours en arts martiaux mixtes

### Débuts
Il a commencé les sports de combat avec la boxe anglaise. En 2006, il commence à s'entraîner en MMA.
Il commence sa carrière en combattant la plupart du temps dans des organisations européennes. Il y fait 8 combats pour 8 victoires dont 6 par KO, 1 par soumission et 1 par décision.

### Ultimate Fighting Championship
Alexander Gustafsson fait ses débuts dans l'organisation américaine lors de l'UFC 105, face à un autre nouveau venu, Jared Hamman, le 14 novembre 2009 à Manchester.
Il reste alors invaincu en envoyant au tapis son adversaire sur un direct du droit en moins d'une minute dans la première reprise.
Le 10 avril 2010, il affronte Phil Davis lors de l'UFC 112 à Abou Dabi et subit alors la première défaite de sa carrière.
La lutte de Davis lui permet d'amener le Suédois au sol et placer un étranglement qui oblige Gustafsson à abandonner juste avant la fin du premier round.
Pour son troisième combat, il est opposé au kick-boxeur français, Cyrille Diabaté, lors de l'UFC 120 du 16 octobre 2010.
Gustaffson se montre cependant supérieur debout dans le premier round et choisit ensuite d'amener son adversaire au sol dans la deuxième reprise pour le soumettre par étranglement arrière.
Il est ensuite programmé face à James Te Huna lors de l'UFC 127, le 27 février 2011 à Sydney.
Rapidement amené au sol, il subit une phase de ground and pound en début de reprise. Après avoir réussi à revenir sur ses pieds, il réussit en fin de round à prendre le dos de son adversaire pour le soumettre par étranglement arrière.
Il bat ensuite par KO, l'Américain Matt Hamill et le Biélorusse Vladimir Matyushenko.
Il combat en tête d'affiche pour le premier gala de l'UFC organisé dans son pays natal, la Suède. Il affronte le Brésilien Thiago Silva, qu'il bat par décision.
En décembre 2012, lors de l'UFC on Fox 5, il gagne par décision contre Maurício Rua.
Alexander Gustafsson devait ensuite rencontrer Gegard Mousasi, nouveau venu à l'UFC depuis la fermeture de l'organisation du Strikeforce, en combat principal de l'évènement UFC on Fuel TV 9 se déroulant en Suède au début d'avril 2013,.
Malheureusement, à cause d'une coupure au-dessus de l'œil gauche faite à l'entrainement, la fédération suédoise de MMA ne l'autorise pas à participer à ce combat.
À quelques jours de l'événement, il est alors remplacé par un de ses partenaires d'entrainement, Ilir Latifi.

#### Première chance de titre
Le président de l'UFC annonce en juin 2013 que Gustafsson sera le prochain à combattre Jon Jones pour le titre des poids mi-lourds lors de l'UFC 165.
Bien qu'il perde le combat par décision unanime, Gustafsson est le premier adversaire à inquiéter ce champion qui domine la catégorie depuis plus de deux ans. Il est le premier à réussir à canaliser sa lutte, amenant même Jones au sol à deux reprises et bloquant la plupart de ses tentatives. Il est également le premier à rivaliser debout grâce à une très bonne boxe, touchant sévèrement Jones à plusieurs reprises, notamment à l’œil (coupure). Un violent coup de coude pris dans le 4e round lui fait baisser de régime sur les deux derniers rounds, mais Gustafsson marque les esprits par ce combat très serré. Jones déclare après le combat que c'était le plus dur de sa carrière. Les deux hommes remportent le bonus du combat de la soirée. Lors de la conférence de presse suivant l'événement, il est évoqué la possibilité qu'une revanche lui soit accordé.
Cependant, c'est Glover Teixeira qui est préféré comme prochain aspirant au titre et Gustafsson doit alors combattre un autre adversaire.
Un affrontement face à Antônio Rogério Nogueira est d'abord prévu, mais quelques semaines plus tard, le Brésilien est contraint de se retirer du combat à cause d'une blessure au dos.
Gustaffson affronte finalement Jimi Manuwa à Londres le 8 mars 2014, en combat principal de l'UFC Fight Night 37.
Dans la deuxième reprise de ce match, il frappe Manuwa avec un coup de genou qui l'envoie au sol et continue à envoyer quelques coups de poing pour obtenir la victoire par TKO.
Celle-ci lui permet de plus de décrocher les bonus du combat de la soirée et de performance de la soirée.
Au début de juin, une revanche face à Jon Jones est d'abord programmé pour l'UFC 178 du 27 septembre 2014.
Mais le Suédois se blesse au genou et l'occasion de ravir le titre est alors donnée à Daniel Cormier fin juillet.
Alexander Gustafsson est alors opposé à l'Américain Anthony Johnson le 24 janvier 2015 à Stockholm, en vedette de l'UFC on Fox 14.
Après quelques échanges équilibrés, le match est promptement interrompu pour un doigt dans l'œil subi par Johnson. À la reprise, le Suédois est ébranlé par un contre du droit puis par plusieurs coups de poing envoyés par son adversaire. Gustafsson se retrouve au sol et n'apporte alors aucune réponse aux coups de l'Américain qui remporte le combat par TKO après moins de trois minutes dans le premier round.

#### Seconde chance de titre
Désigné comme prochain prétendant au titre dès juin 2015
, le combat face au nouveau champion des poids mi-lourds de l'UFC, Daniel Cormier, est confirmé un mois et demi plus tard en tête d'affiche l'UFC 192 du 3 octobre à Houston.
Lors de ce match, Gustafsson tente de profiter de son avantage de taille pour garder le champion à distance. Ce dernier réussit néanmoins à casser cette distance dans le premier round pour amener le Suédois au sol, et travailler plusieurs fois au clinch au cours du combat. Après cinq rounds engagés et serrés nommés combat de la soirée,
Alexander Gustafsson échoue de nouveau à s'emparer de la ceinture de l'UFC en s'inclinant par décision partagée (47-48, 48-47, 49-46).

## Palmarès en arts martiaux mixtes
| 26 combats     | 18 victoires | 8 défaites |
| Par KO         | 11           | 3          |
| Par soumission | 3            | 3          |
| Sur décision   | 4            | 2          |

### Historique des combats
| Résultat | Record | Adversaire           | Méthode                                | Événement                                    | Date              | Round | Temps | Lieu                                   | Notes                                                            |
| -------- | ------ | -------------------- | -------------------------------------- | -------------------------------------------- | ----------------- | ----- | ----- | -------------------------------------- | ---------------------------------------------------------------- |
| Défaite  | 18-8   | Nikita Krylov        | KO (coup de poing)                     | UFC Fight Night: Blaydes vs. Aspinall        | 23 juillet 2022   | 1     | 1:07  | Londres, Angleterre                    |                                                                  |
| Défaite  | 18-7   | Fabrício Werdum      | Soumission (clé de bras)               | UFC on ESPN: Whittaker vs. Till              | 26 juillet 2020   | 1     | 2:30  | Abou Dabi, Émirats arabes unis         | Débuts en poids lourds.                                          |
| Défaite  | 18-6   | Anthony Smith        | Soumission (étranglement arrière)      | UFC Fight Night: Gustafsson vs. Smith        | 1er juin 2019     | 4     | 2:38  | Stockholm, Suède                       |                                                                  |
| Défaite  | 18-5   | Jon Jones            | TKO (coups de poing)                   | UFC 232                                      | 29 décembre 2018  | 3     | 2:02  | Inglewood, Californie                  | Pour le titre intérimaire des poids mi-lourds de l’UFC.          |
| Victoire | 18-4   | Glover Teixeira      | KO (coups de poing)                    | UFC Fight Night 109: Gustafsson vs. Teixeira | 27 mai 2017       | 5     | 1:07  | Stockholm, Suède                       |                                                                  |
| Victoire | 17-4   | Jan Błachowicz       | Décision unanime                       | UFC Fight Night: Arlovski vs. Barnett        | 3 septembre 2016  | 3     | 5:00  | Hambourg, Allemagne                    |                                                                  |
| Défaite  | 16-4   | Daniel Cormier       | Décision partagée                      | UFC 192: Cormier vs. Gustafsson              | 3 octobre 2015    | 5     | 5:00  | Houston, Texas, États-Unis             | Combat de la soirée.                                             |
| Défaite  | 16-3   | Anthony Johnson      | TKO (coups de poing)                   | UFC on Fox: Gustafsson vs. Johnson           | 24 janvier 2015   | 1     | 2:15  | Stockholm, Suède                       |                                                                  |
| Victoire | 16-2   | Jimi Manuwa          | TKO (coup de genou et coups de poing)  | UFC Fight Night: Gustafsson vs. Manuwa       | 8 mars 2014       | 2     | 1:18  | Londres, Angleterre                    | Combat de la soirée. Performance de la soirée.                   |
| Défaite  | 15-2   | Jon Jones            | Décision unanime                       | UFC 165: Jones vs. Gustafsson                | 21 septembre 2013 | 5     | 5:00  | Toronto, Ontario, Canada               | Pour le titre des poids mi-lourds de l'UFC. Combat de la soirée. |
| Victoire | 15-1   | Maurício Rua         | Décision unanime                       | UFC on Fox: Henderson vs. Diaz               | 8 décembre 2012   | 3     | 5:00  | Seattle, Washington, États-Unis        |                                                                  |
| Victoire | 14-1   | Thiago Silva         | Décision unanime                       | UFC on Fuel TV: Gustafsson vs. Silva         | 14 avril 2012     | 3     | 5:00  | Stockholm, Suède                       |                                                                  |
| Victoire | 13-1   | Vladimir Matyushenko | TKO (coups de poing)                   | UFC 141: Lesnar vs. Overeem                  | 30 décembre 2011  | 1     | 2:13  | Las Vegas, Nevada, États-Unis          |                                                                  |
| Victoire | 12-1   | Matt Hamill          | TKO (coups de poing et coups de coude) | UFC 133: Evans vs. Ortiz                     | 6 août 2011       | 2     | 3:41  | Philadelphie, Pennsylvanie, États-Unis |                                                                  |
| Victoire | 11-1   | James Te Huna        | Soumission (étranglement arrière)      | UFC 127: Penn vs. Fitch                      | 27 février 2011   | 1     | 4:27  | Sydney, Australie                      |                                                                  |
| Victoire | 10-1   | Cyrille Diabaté      | Soumission (étranglement arrière)      | UFC 120: Bisping vs. Akiyama                 | 16 octobre 2010   | 2     | 2:41  | Londres, Angleterre                    |                                                                  |
| Défaite  | 9-1    | Phil Davis           | Soumission (étranglement anaconda)     | UFC 112: Invincible                          | 10 avril 2010     | 1     | 4:55  | Abou Dabi, Émirats arabes unis         |                                                                  |
| Victoire | 9-0    | Jared Hamman         | KO (coups de poing)                    | UFC 105: Couture vs. Vera                    | 14 novembre 2009  | 1     | 0:41  | Manchester, Angleterre                 |                                                                  |
| Victoire | 8-0    | Vladimir Shemarov    | TKO (coups de poing)                   | Superior Challenge 3: Untamed                | 30 mai 2009       | 1     | 2:37  | Stockholm, Suède                       |                                                                  |
| Victoire | 7-0    | Pedro Quetglas       | TKO (coups de poing)                   | The Zone FC 3: Shockwave                     | 8 novembre 2008   | 1     | 2:08  | Gothenburg, Suède                      |                                                                  |
| Victoire | 6-0    | Krzysztof Kulak      | Décision unanime                       | KSW: Extra                                   | 13 septembre 2008 | 2     | 5:00  | Dąbrowa Górnicza, Pologne              |                                                                  |
| Victoire | 5-0    | Matteo Minonzio      | TKO (coups de poing)                   | The Zone FC 2: Showdown                      | 10 mai 2008       | 1     | 3:52  | Gothenburg, Suède                      |                                                                  |
| Victoire | 4-0    | Florian Muller       | TKO (coups de poing)                   | Fite Selektor                                | 13 mars 2008      | 2     | 3:44  | Dubaï, Émirats arabes unis             |                                                                  |
| Victoire | 3-0    | Farbod Fadami        | TKO (coups de poing)                   | The Zone FC: The Zone                        | 9 février 2008    | 1     | 2:31  | Stockholm, Suède                       |                                                                  |
| Victoire | 2-0    | Mikael Haydari       | TKO (coups de poing)                   | FinnFight 9                                  | 15 décembre 2007  | 1     | 0:50  | Turku, Finlande                        |                                                                  |
| Victoire | 1-0    | Saku Heikkola        | Soumission (étranglement arrière)      | Shooto Finland: Chicago Collision 3          | 17 novembre 2007  | 2     | 3:42  | Lahti, Finlande                        |                                                                  |